# Armin Meili
Armin Meili (* 30. April 1892 in Luzern; † 21. Oktober 1981 in Zürich) war ein Schweizer Architekt und Politiker.

## Leben und Berufsbiografie
Armin Meili war Sohn des Architekten Heinrich Meili (1860–1927) und der Pianistin Emilie Meili-Wapf. Nach der humanistischen Matura studierte er ab 1911 an der ETH Zürich Architektur, wo er 1915 während des 1914 begonnenen Aktivdienstes sein Diplom bei Gustav Gull machte. Von 1915 bis 1917 war Meili Assistent am Lehrstuhl von Karl Moser. Nachdem er unter 160 Teilnehmern den Wettbewerb zur reformierten Kirche Solothurn 1917 gewinnen konnte, war er Partner im Architekturbüro seines Vaters, das er ab 1924 allein weiterführte. 1936 wurde er zum Direktor für die Schweizerische Landesausstellung 1939 berufen.
Meilis Wirken als Direktor der Landesausstellung («Landi»), die als Ausdruck der Geistigen Landesverteidigung galt, wurde zeitgenössisch sehr positiv bewertet. Im 1945 erschienenen Werk Schweizerköpfe der Gegenwart wird Meili als «Zauberer, der in genialer Intuition und Planung diese gewaltige Landesschau geschaffen hatte» bezeichnet und seine «organisatorische und künstlerisch unübertreffliche Gestaltung dieser grossen nationalen Kundgebung» gerühmt. Kritisch hinterfragt hat diese Bewertung in neuerer Zeit insbesondere der Publizist Charles Linsmayer. Er bezeichnet Meili in einem Artikel in der Zeitung Der Bund 1997 als einen Mann, der «dem faschistischen Denken in vielen Punkten sehr nahestand» und vertritt die Auffassung, dass mit dem Konzept der Landesausstellung letztlich einer Geisteshaltung zugearbeitet wurde, die man zu bekämpfen vorgab. Meili schloss die damalige Avantgarde der Kunst bewusst von der Mitarbeit an der Landesausstellung aus, so Le Corbusier, den Meili zu den «anationalen grossen Gestalten» zählte.
Von 1939 bis 1955 war Meili Nationalrat der FDP. Er befasste sich als solcher vor allem mit Fragen der Raumordnung und Regionalplanung. 1940 erhielt er einen Ehrendoktortitel der Universität Zürich. In der Schweizer Armee leistete Meili seinen Dienst in der Artillerie und im Generalstab, ab 1938 bekleidete er den Rang eines Obersten, wo er 1940 zum Beauftragten für Festungsbauten ernannt wurde. Seine letzte Ruhestätte fand er auf dem Friedhof Friedental.

## Architektonisches Werk

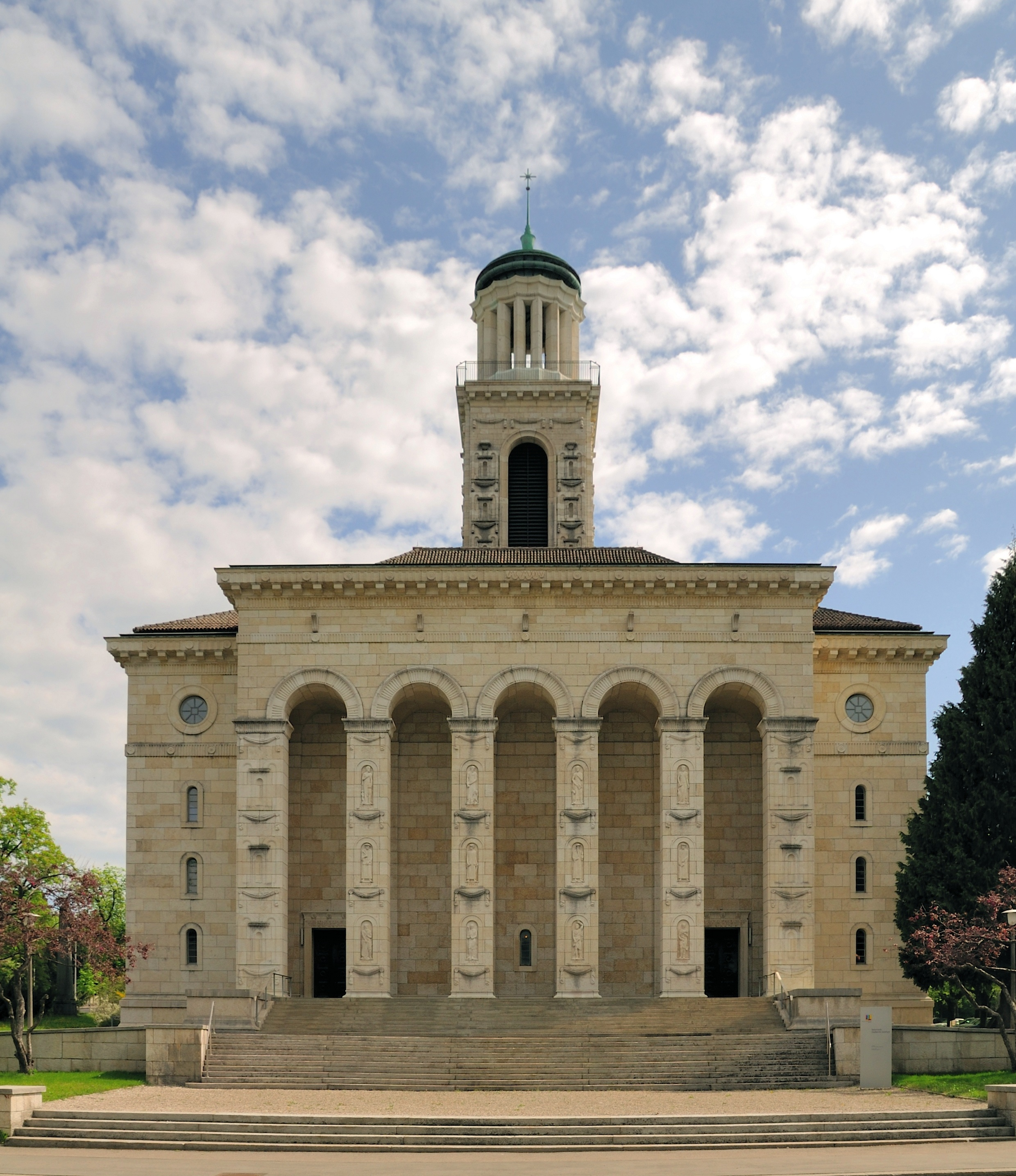
Reformierte Kirche Solothurn

Schon vor Fertigstellung  der reformierten Stadtkirche in Solothurn, die 1925 ausgeführt wurde, wurden unter seinem Namen im Büro seines Vaters eine Vielzahl von Projekten publiziert, von denen die kleine Arbeiter- und Angestelltensiedlung Daheim in Malters und die Wohnsiedlung Friedberg in Luzern Eingang in die Fachliteratur gefunden haben. 1926 stellte er in der Fachzeitschrift Das Werk auch bereits sein eigenes Wohnhaus vor, dem bereits 1930 ein weiteres folgte, das nun vormoderne Traditionen mit den Prinzipien des Neuen Bauens zu versöhnen suchte.
Ende der 1920er Jahre gewann er die beiden bedeutendsten Wettbewerbe, die in der Zeit nach dem Ersten Weltkrieg in Luzern ausgelobt worden waren, und prägte so die weitere Stadtentwicklung Luzerns mit: 1929 den Wettbewerb für den Stadtbauplan Luzern, der 1933 nach Überarbeitung in Kraft gesetzt wurde, und 1930 den Wettbewerb für das Kunst- und Kongresshaus, das bis 1933 errichtet wurde. Von Meilis ursprünglicher Gestaltung des Areals sind noch der Wagenbachbrunnen von 1934 und die Landungsbrücke 1 (Meilihalle) von 1936 erhalten. Das Kunst- und Kongresshaus dagegen, 1970–72 von Meili selbst erweitert, wobei die klare Bauform verloren ging, wurde 1996 abgerissen und durch das neue Kultur- und Kongresszentrum Luzern von Jean Nouvel ersetzt.
Meili erbaute zahlreiche weitere Kirchen, Wohn- und Geschäftshäuser, Hotelbauten, Fabriken und Militärgebäude. Reformierte Kirchengebäude von Meili stehen neben Solothurn in Wolhusen, Reiden, Dagmersellen und Beinwil am See.
Das von Meili in Zusammenarbeit mit dem italienischen Architekten Giovanni Romano von 1949 bis 1952 errichtete Centro Svizzero in Mailand gilt als «eines der bedeutendsten Werke nicht nur des Architekten, sondern der Schweizer Nachkriegsmoderne insgesamt».

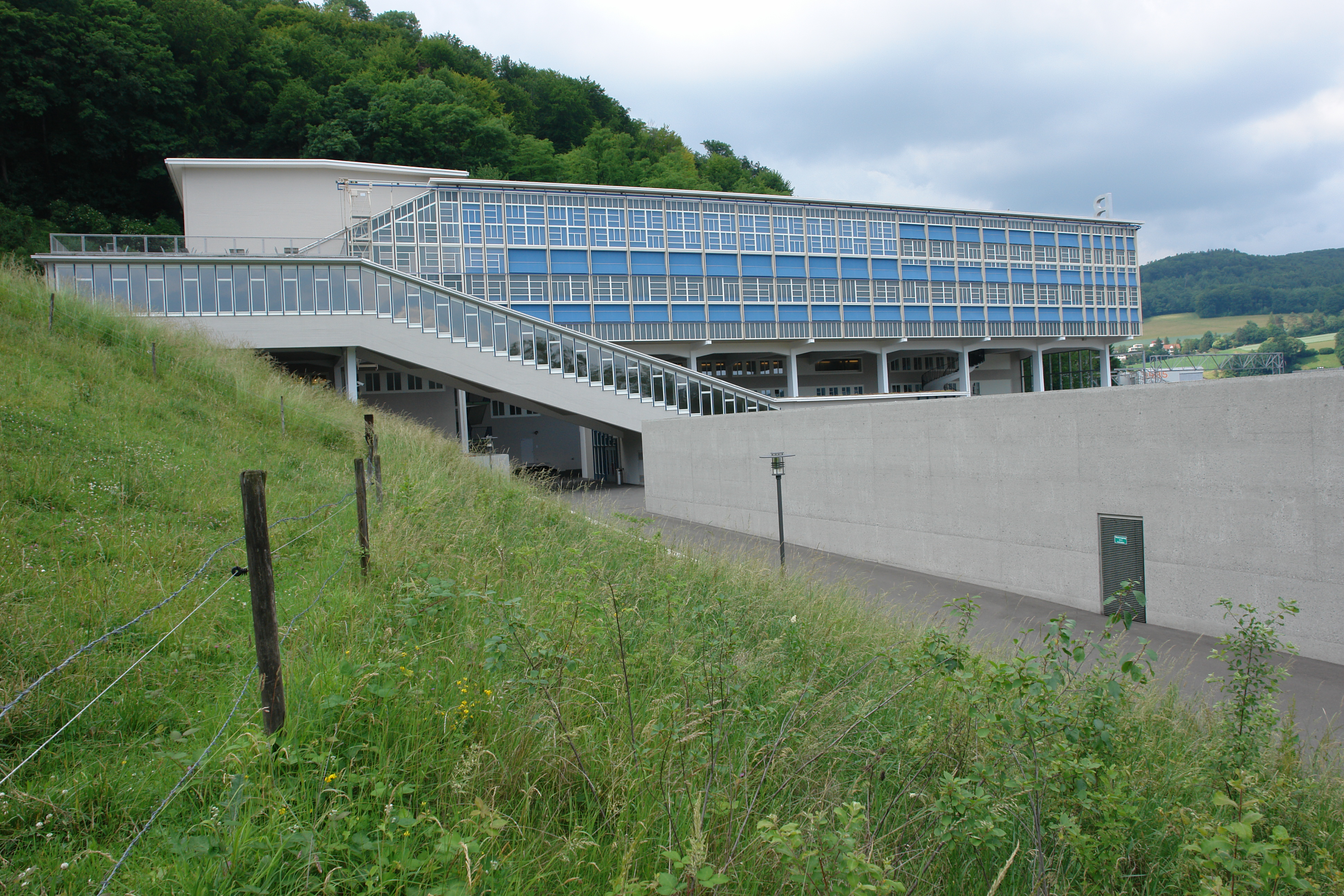
Das Gemeinschaftshaus Martinsberg der BBC in Baden

## Schriften
- Lorbeeren und harte Nüsse. Aus dem Werk- und Tagebuch eines Eidgenossen. Artemis, Zürich/Stuttgart 1968.
- Bauliche Sanierung von Hotels und Kurorten. Verlag für Architektur, Erlenbach-Zürich 1945.
- Landesplanung in der Schweiz. NZZdruck, Zürich 1941.